# レクリエーション (映画)
『レクリエーション』（Recreation）は、1914年公開の短編サイレント映画。キーストン社による製作で、監督はチャールズ・チャップリン。1971年に映画研究家ウノ・アスプランドが制定したチャップリンのフィルモグラフィーの整理システムに基づけば、チャップリンの映画出演23作目にあたる。

## 概要
チャップリンの伝記を著した映画史家のデイヴィッド・ロビンソンは、前作『チャップリンの画工』、次作『男か女か』とともに「ただ機械的に生産されたとしか思えない」と論じている。また、この作品の長さは半巻であり、封切時にはヨセミテ渓谷を宣伝する観光映画との抱き合わせで上映された。
内容そのものは「公園もの」のジャンルに属するが、ロビンソンは「急いででっち上げた”公園”映画」と断じている。これを裏付けているわけでもないだろうが、インターネット・ムービー・データベースや英国映画協会のチャップリンのデータベースでは、あらすじは空欄になっている。

## キャスト
- チャールズ・チャップリン - 放浪者
- チャールズ・マレイ - 公園のベンチに座っている船乗り
- ノーマ・ニコルズ - 娘

ほか